# Dennis Iapichino
Dennis Iapichino (* 27. Juli 1990 in Frauenfeld) ist ein schweizerisch-italienischer Fussballspieler.

## Karriere

### Verein
Iapichino begann seine Laufbahn in der Jugend des FC Winterthur, bevor er zur Saison 2008/09 in die zweite Mannschaft des FC Basel wechselte. Am 22. November 2008 (16. Spieltag) gab er beim 2:4 gegen die SR Delémont sein Debüt in der 1. Liga, der damals dritthöchsten Schweizer Spielklasse, als er in der Startelf stand. Bis Saisonende absolvierte er 14 Ligapartien für die Reserve des FCB. 2009/10 spielte er bis zum Januar 15-mal für die Baseler, wobei er ein Tor erzielte. In der Winterpause wurde er an den Zweitligisten FC Biel-Bienne ausgeliehen. Er debütierte in der Challenge League, der zweithöchsten Schweizer Spielklasse, am 28. Februar 2010, dem 18. Spieltag, als er beim 0:1 gegen den FC Le Mont-sur-Lausanne in der Startelf stand. Bis zum Ende der Saison kam er zu zwölf Ligaspielen für Biel-Bienne. Nach Leihende schloss er sich zur folgenden Spielzeit 2010/11, ebenfalls auf Leihbasis, dem Ligakonkurrenten FC Lugano an. In Lugano avancierte er zum Stammspieler und absolvierte bis Saisonende 25 Spiele in der Challenge League, wobei er ein Tor schoss. Zudem kam er zu je zwei Einsätzen im Schweizer Cup, in dem die Mannschaft im Achtelfinale gegen den Erstligisten FC Sion ausschied, und für die zweite Mannschaft in der drittklassigen 1. Liga (vier Tore). Zur Saison 2011/12 wurde Iapichino vom FC Lugano fest verpflichtet und spielte bis zum Ende der Saison 20-mal in der zweiten Schweizer Liga und zweimal im Schweizer Cup; Lugano verlor in der 2. Runde gegen seinen Ex-Klub Biel-Bienne.
Im Juli 2012 wechselte er in die nordamerikanische Major League Soccer zu Montreal Impact. Am 15. Juli (19. Spieltag) gab er beim 1:2 gegen Philadelphia Union sein Debüt in der MLS, als er in der 85. Minute für Zarek Valentin eingewechselt wurde. Bis Saisonende 2012 kam er zu sieben Ligapartien. 2013 absolvierte er bis August neun Spiele in der MLS und gewann mit Montreal die Canadian Championship 2013, danach wechselte er zum Ligakonkurrenten D.C. United. Für D.C. spielte er bis Saisonende sechsmal. Nach einem halben Jahr ohne Verein zwischen Januar und Juli 2014 kehrte er in die Schweiz zurück und unterschrieb einen Vertrag beim Zweitligisten FC Winterthur. Bis zum Ende der Saison 2014/15 wurde er 32-mal in der Challenge League eingesetzt. Im Schweizer Cup kam er zweimal zum Einsatz, Winterthur verlor in der 2. Runde gegen den Serienmeister FC Basel. 2015/16 folgten 19 Partien in der zweithöchsten Schweizer Liga, zwei Spiele im Schweizer Cup, in dem man im Achtelfinale gegen seinen Ex-Klub FC Lugano ausschied, und eine Partie für die zweite Mannschaft in der nun viertklassigen 1. Liga.
Zur Spielzeit 2016/17 wechselte Iapichino nach Italien zum Drittligisten Robur Siena. Am 28. August 2016 (1. Spieltag) debütierte er beim 1:1 gegen die US Città di Pontedera in der Gruppe A der Lega Pro, als er in der Startelf stand. Bei Robur war er Stammspieler und absolvierte bis Saisonende 34 Spiele in der dritthöchsten italienischen Spielklasse. 2017/18 kam er zu 35 Ligaeinsätzen, wobei er ein Tor erzielte. Die Mannschaft beendete die Spielzeit auf dem zweiten Rang der Gruppe A und qualifizierte sich somit für die Play-offs um den Aufstieg. Im Finale, in dem Iapichino gelb-rot-gesperrt fehlte, verlor man mit 1:3 gegen Cosenza Calcio und blieb in der Serie C. Zur Saison 2018/19 schloss sich der Mittelfeldspieler dem Zweitligisten AS Livorno an. Am 17. September 2018, dem 3. Spieltag, gab er beim 0:1 gegen den FC Crotone sein Debüt in der Serie B, als er in der Startelf stand. Bis Januar 2019 spielte er sechsmal in der zweithöchsten italienischen Spielklasse und zweimal in der Coppa Italia.
Daraufhin wurde er in der Winterpause an den Schweizer Zweitligisten Servette FC aus Genf ausgeliehen. Bis zum Saisonende absolvierte er 14 Partien in der Challenge League, in denen er zwei Tore schoss. Servette stieg am Saisonende als Zweitligameister in die erstklassige Super League auf, Iapichino wurde zur folgenden Spielzeit 2019/20 von Genf fest verpflichtet. Am 20. Oktober 2019 (11. Spieltag) debütierte er beim 1:2 gegen den FC St. Gallen in der Super League, als er in der Startelf stand. Bis zum Ende der Saison kam er zu 22 Einsätzen in der ersten Schweizer Liga und einer Partie für die zweite Mannschaft in der fünftklassigen 2. Liga interregional (ein Tor).
Zur Spielzeit 2020/21 wechselte er zum Ligakonkurrenten FC Sion. Er spielte bis zum Saisonende 23-mal für die Sittener in der Super League. Der Verein beendete die Ligaspielzeit auf dem 9. Rang und qualifizierte sich somit für die Barrage gegen den FC Thun. Nach Hin- und Rückspiel gewann Sion mit insgesamt 6:4 und sicherte sich den Klassenerhalt. Iapichino wurde in beiden Partien nicht eingesetzt.

### Nationalmannschaft
Iapichino kam zwischen 2009 und 2010 zu sechs Partien für die Schweizer U-20-Auswahl.

## Erfolge
Montreal Impact
- Sieger der Canadian Championship 2013